# Període Nara

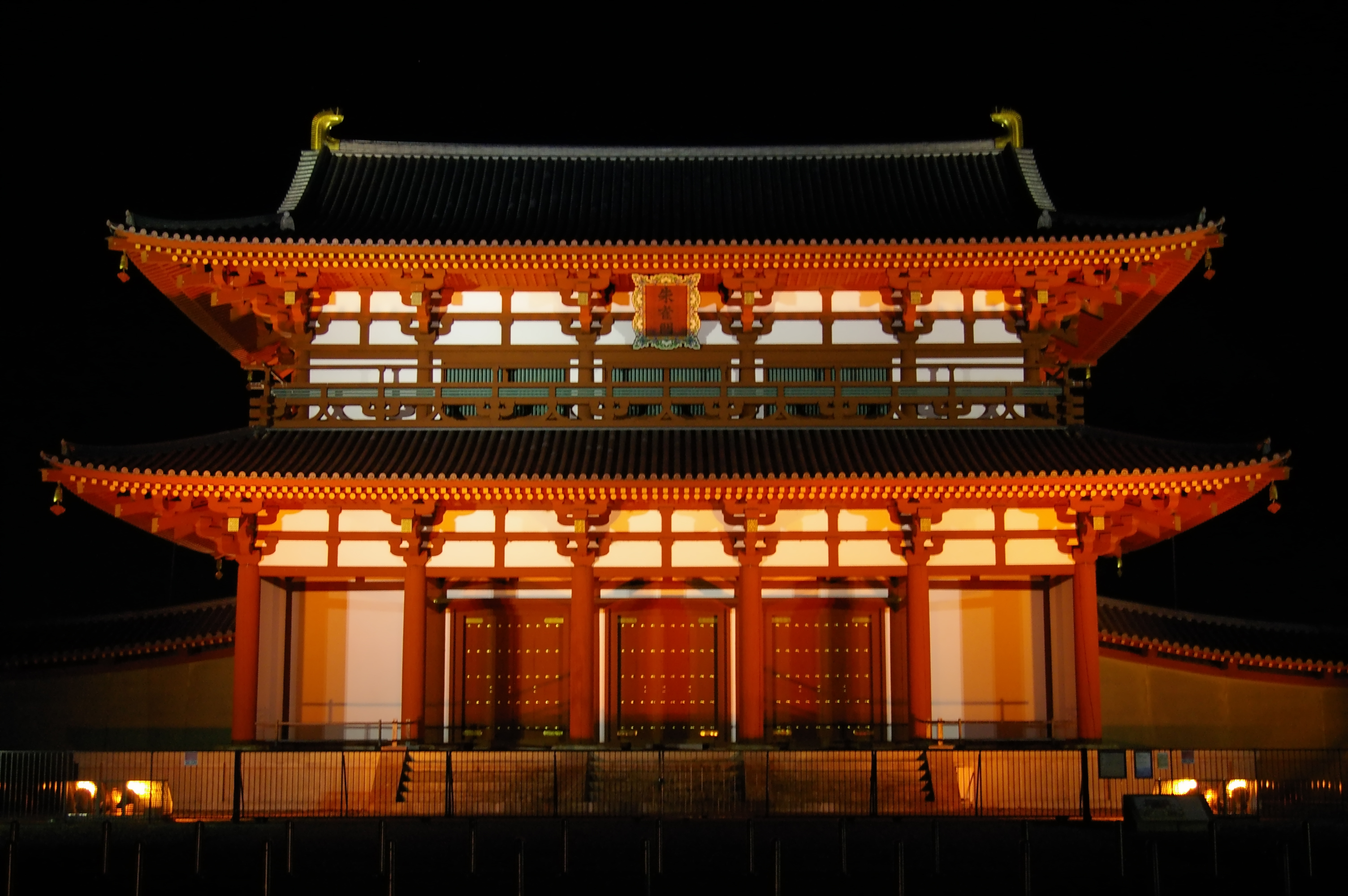
Heijō-kyō, capital del Japó durant el període Nara

El període Nara (奈良时代, Nara-jidai) dins de la història japonesa abasta els anys 710 fins al 784 i va succeir al període Asuka. S'inicia quan l'emperadriu Genmei establí la capital del país en el palau d'Heijō-kyō, a l'actual ciutat de Nara. A excepció de cinc anys (entre el 740 i 745), quan la capital es va traslladar novament, va romandre com el centre de la civilització japonesa fins que Kammu establí una nova capital a Heian-kyō, Heian, actual Kyoto, al 784, i es va iniciar el període Heian.
Durant aquest període, la major part de la societat depenia de l'agricultura i existien les viles. Molts dels pobladors eren adeptes a la religió shinto. No obstant això, la capital Nara es va transformar en una ciutat basada en la capital de la Xina de la dinastia Tang. La classe alta japonesa assimilà la cultura xinesa, adoptant l'ús de caràcters xinesos com a sistema d'escriptura, que es convertirien en els actuals kanji japonesos i l'assentament del budisme com a religió al Japó.

## Desenvolupaments culturals i arrelament del budisme
Algunes de les obres literàries més representatives del Japó van ser escrites durant el període Nara, incloent el Kojiki i el Nihon Shoki, les primeres recopilacions històriques nacionals, recollides el 712 i 720, respectivament; el Man'yōshū ('Recull de les deu mil fulles'), una antologia de poemes, i el Kaifūsō ('Entranyables recol·leccions de poesia'), una antologia escrita en xinès per emperadors i prínceps japonesos. Un altre desenvolupament cultural important de l'època va ser l'arrelament del budisme.
El budisme va ser introduït a través de Baekje al segle vi, però va tenir una recepció variant fins al període Nara, quan va ser autènticament abraçat per l'emperador Shōmu. Shōmu i la seva consort de la família Fujiwara van ser fervorosos budistes i promogueren activament la propagació del budisme, convertint-lo en "guardià de l'estat" i utilitzant-lo com una forma d'enfortir les institucions japoneses.
Durant el regnat de Shōmu, va ser construïda la Tōdai-ji (literalment 'Gran porta d'Orient'), i en el seu interior va ser col·locat el Buda Dainichi ('Gran Buda Sol'), una estàtua daurada feta de bronze de setze metres d'alçada. Aquest Buda va ser identificat amb la Deessa del Sol, de manera que es va donar un sincretisme gradual entre el budisme i el xintoisme. Shōmu es va declarar "servent dels tres tresors" del budisme: el Buda, la llei o ensenyaments del budisme, i la comunitat budista. El govern central també va erigir en les províncies temples anomenats Kokubunji. La Tōdai-ji va ser el Kokubunji de la província de Yamato (actualment la prefectura de Nara).
Tot i que aquests esforços de fer del budisme la religió estatal es van detenir abruptament, el budisme de Nara va elevar l'estatus de la família imperial. La influència budista en la cort es va incrementar sota els dos regnats de la filla de Shōmu, que com a emperadriu Kōken (749-758) va portar molts sacerdots budistes a la seva cort. Kōken va abdicar l'any 758 seguint el consell del seu cosí, Fujiwara no Nakamaro. Quan l'emperadriu retirada va tornar per afavorir el seu curandero de fe budista anomenat Dōkyō, Nakamaro es va aixecar en armes l'any 764, però va ser ràpidament reduït. Kōken va tornar a assumir el poder com a Kōken, emperadriu Shotoku (764-770). L'emperadriu va comissionar la impressió d'un milió d'oracions -els Hyakumanto darani- de les quals han sobreviscut molts exemplars. Els petits pergamins daten de 770 i estan entre els treballs d'impressió primerencs en la història de la humanitat. Shōtoku havia imprès les oracions per aplacar al clergat budista. Ella va poder fins i tot haver volgut fer emperador Dōkyō, però va morir abans de poder actuar. Les seves accions van commoure la societat de Nara i va causar l'exclusió de les dones de la successió imperial i la destitució dels sacerdots budistes que posseïen posicions d'autoritat política.
Moltes de les obres d'art japoneses i tresors importats d'altres països durant l'era dels emperadors Shōmu i Shōtoku van ser arxivats en el Shose-in del temple Tōdai-ji. S'han anomenat tresors Shose-in, i il·lustren la cultura cosmopolita, també coneguda com a cultura Tempyō. Els tresors importats mostren la influència de diverses zones de la ruta de la Seda, incloent la Xina, Corea, l'Índia i l'Imperi islàmic. També el Shose-in alberga més de 10.000 documents de paper, també anomenats documents Shose-in (正 仓 院 文书). Aquests són registres escrits al revers dels Sutra o en l'embolcall dels elements importats que van sobreviure com a resultat de la reutilització dels documents oficials gastats. Els documents Shose-in contribueixen enormement a la investigació dels sistemes polítics i socials japonesos del període Nara, de la mateixa manera que mostren el desenvolupament dels sistemes japonesos d'escriptura (com ara el katakana).